# Richard H. Frenkiel

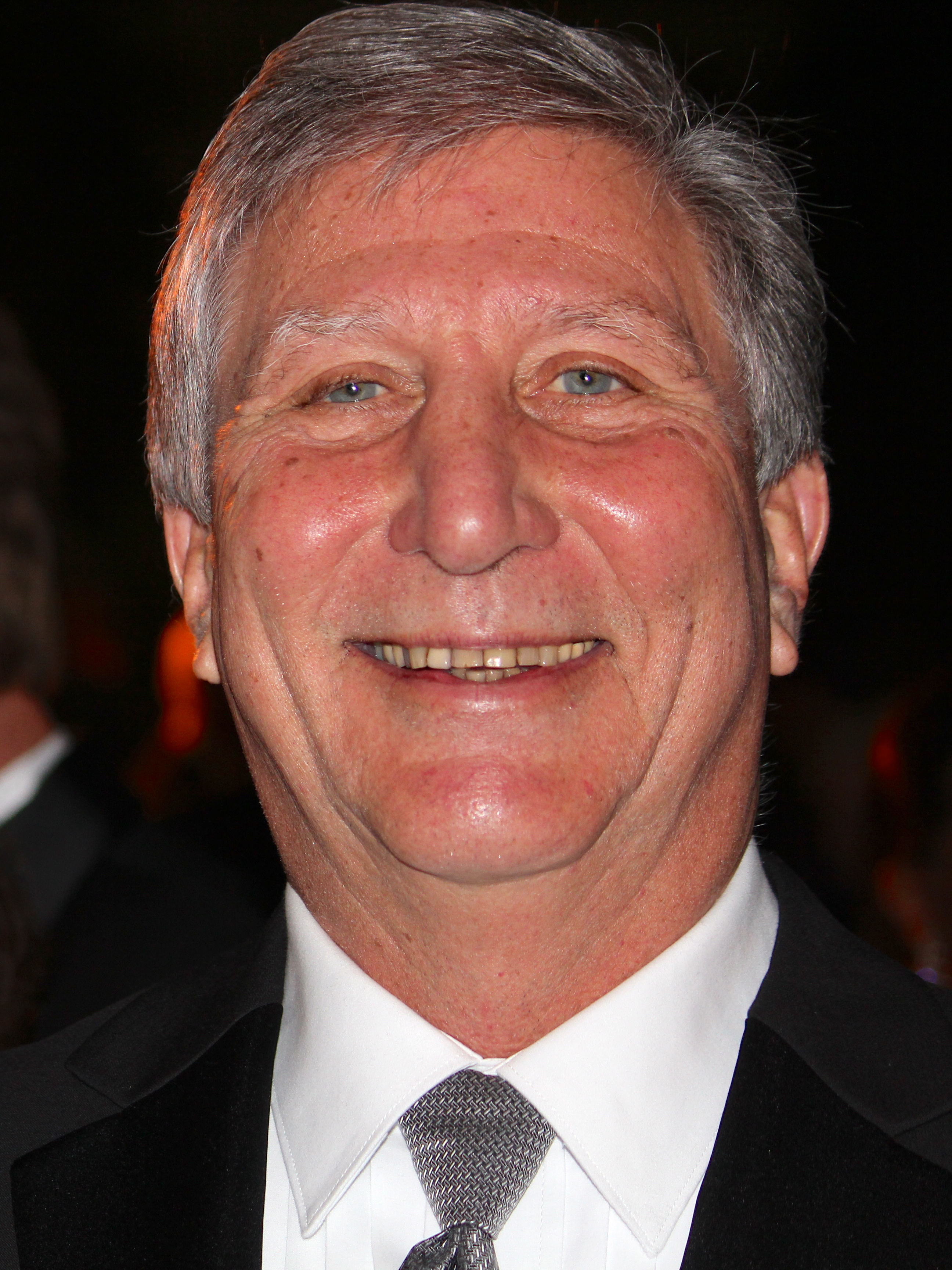
Richard H. Frenkiel

Richard H. Frenkiel (* 4. März 1943 in Brooklyn) ist ein US-amerikanischer Ingenieur und Pionier der Mobilfunk-Technik.
Frenkiel studierte an der Tufts University und der Rutgers University Maschinenbau und war ab 1963 bei den Bell Laboratories, wo er an der Entwicklung von Mobilfunk arbeitete. Mit Joel S. Engel und Philip T. Porter war er einer der Autoren eines Entwurfs für die FCC (High Capacity Mobile Telephone System Feasibility Studies and System Plan, 1971), der die Basis für das Advanced Mobile Phone System (AMPS) von ATT bildete. Er ist Inhaber eines wichtigen Mobilfunkpatents von ATT (Cellular radiotelephone system structured for flexible use of different cell sizes, US-Patent 144411 A, 1976 eingereicht). Von 1971 bis 1973 arbeitete er im ATT-Hauptsitz und dann wieder bei Bell Labs, wo er in der entscheidenden Phase 1977 bis 1983 Leiter Mobilfunkentwicklung war. 1977 wurde das AMPS in Chicago großflächig getestet und 1983 kommerzialisiert. 1983 ging er zu ATT Information Systems Lab und leitete die Entwicklung schnurloser Telefone.
1996 wurde er Gastprofessor an der Rutgers University und Berater für dessen WINLAB (Wireless Information Network Laboratory). 1999 war er Bürgermeister der Ortschaft Manalapan in New Jersey.

## Auszeichnungen
- 2013 erhielt Frankiel mit anderen Mobilfunk-Pionieren, wie Joel S. Engel den Charles-Stark-Draper-Preis.
- Er ist IEEE Fellow, Fellow der Bell Laboratories und der National Academy of Engineering und erhielt 1987 die IEEE Alexander Graham Bell Medall, zusammen mit Engel und William C. Jakes.
- 1994 erhielt er die National Medal of Technology.
- 2016 wurde er zusammen mit Engel von der Wireless History Foundation als Pionier der drahtlosen Kommunikation ausgezeichnet und in deren Hall of Fame aufgenommen.